# 할란 J. 스미스 망원경

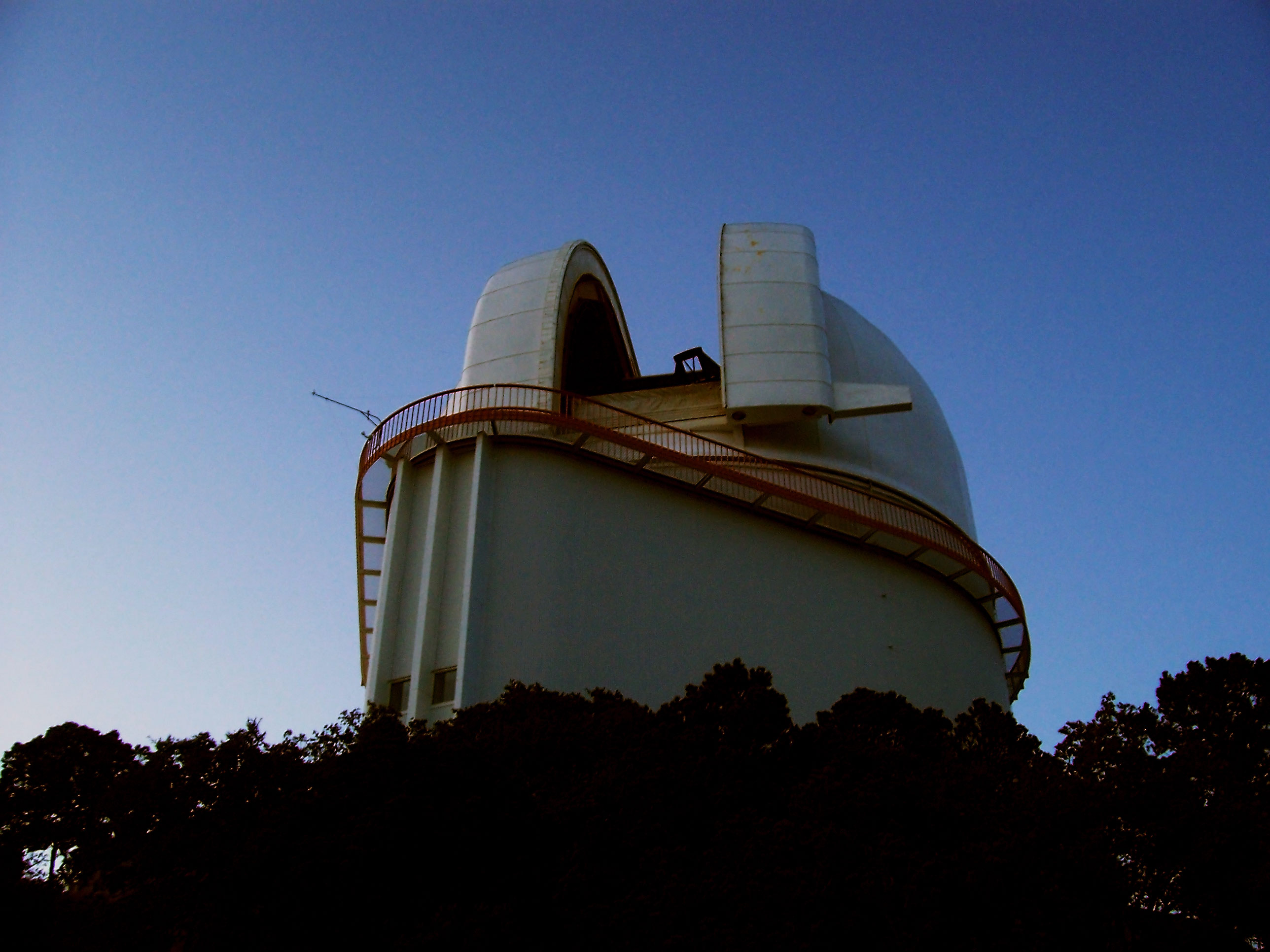
해 질녘의 돔의 모습.

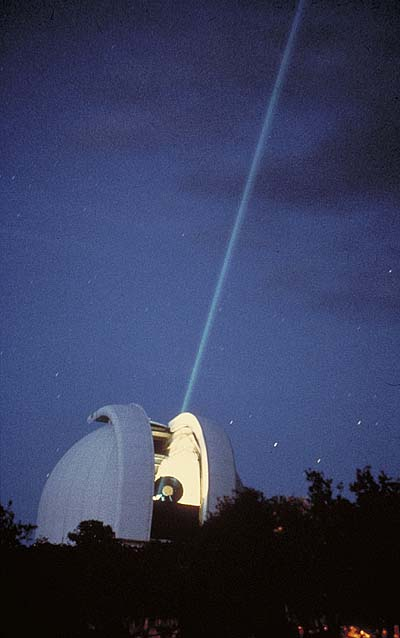
달 레이저 거리 측정 실험을 위해맥도날드 전망대의 2.7 미터 할란 J. 스미스 망원경을 사용하여 달에 장치된 반사판에 레이저 빔을 향하게 하는 모습.

 할란 J. 스미스 망원경은 미국 텍사스주 맥도날드 천문대에 있는 107 인치 (2.7 m) 망원경이다. 이 망원경은 웨스트 텍사스 다비스 산맥의 로크 산에 위치한 텍사스대학교 오스틴의 천문대의 몇 개의 망원경 중 하나이다. 1968년 나사의 상당한 지원으로 완성되었으며 맥도날드 천문대의 텍사스 대학 출신의 첫 책임자였던 할란 제임스 스미스의 이름을 따서 지었다. 할란 제임스 스미스는 26년간 맥도날드 천문대를 관리하였다.

## 반달리즘 피해
이 망원경은 1970년 2월 반달리즘 주의자에 의해 피해를 입었다. 당시 새로 들어왔던 작업자 중 한 명이 정신적 질환을 앓고 천문대에 핸드건을 들고 왔다. 자신의 상사에게 첫 발을 발사한 뒤, 동료 작업자들에게 총을 쐈고, 마지막 한발로 망원경의 주경에 쐈다. 습격으로 망원경 구멍이 약간 감소하여 107 인치 (2.7 m) 망원경에서 비슷한 106 인치 망원경으로 (약 2.5 센티미터 감소) 바뀌었다. 하지만 망원경이 수집하는 이미지의 질에는 거의 영향이 없었다.

## 관찰
망원경은 지금까지 많은 것을 관찰하는데 사용되었다. 그 중에는 별 BD+17°3248 및 XO-1를 포함한다.
 호주 국립대학교의 조지 멜렌데즈(Jorge Melendez)와 텍사스 대학의 이반 라미레즈(Ivan Ramirez)는 2007년에 할란 J. 스미스 망원경을 이용하여 별 HIP 56948을 발견하였다.

## 동시대에 시운전
1968년대 가장 큰 거대 망원경 4개:
| # | 이름 / 관측소                                   | 이미지          | 조리개          | 고도            | 첫째 빛 | 특별 옹호                                                        |
| - | ----------------------------------------------- | --------------- | --------------- | --------------- | ------- | ---------------------------------------------------------------- |
| 1 | 헤일 망원경 팔로마 천문대                       |                 | 200 인치 508 cm | 1713m (5620 ft) | 1949년  | 에드윈 허블 (Edwin Hubble)                                       |
| 2 | C. 도널드 셰인 망원경 릭 천문대                 |                 | 120 인치 305 cm | 1283m (4209 ft) | 1959년  | 니콜라스 마얄 (Nicholas Mayall) C. 도날드 쉐인 (C. Donald Shane) |
| 3 | 할란 J. 스미스 망원경 맥도날드 천문대           |                 | 107 인치 270 cm | 2070m (6791 ft) | 1968년  | 할란 J. 스미스 (Harlan J. Smith)                                 |
| 4 | Shajn 2.6m(크림102인치) 크림 천체 물리학 천문대 | 102 인치 260 cm | 600m (1969 ft)  | 1961년          |         |                                                                  |

## 같이 보기
- 거대 반사 광학 망원경 목록